# 摩頓·比斯加特
摩頓·比斯加特（丹麥語：Morten Bisgaard，1974年6月25日—）是一名已退役的丹麥中場球員。現為丹麥電視台第九頻道足球評述員。

## 國家隊生涯
比斯加特於1996年8月14日對瑞典的友誼賽首度為國家隊上陣。。

## 榮譽
哥本哈根
- 丹麥足球超級聯賽冠軍: 2002-03,2003-04
- 丹麥盃冠軍: 2004